# 쓰루하시역
쓰루하시역(일본어: 鶴橋駅, つるはしえき)은 일본 오사카부 오사카시 이쿠노구 및 덴노지구에 위치한 긴키 닛폰 철도·서일본 여객철도·오사카 시 교통국의 역이다. 긴키 닛폰 철도 쓰루하시 역은 이쿠노구에, 서일본 여객철도 및 오사카 시 교통국의 쓰루하시 역은 덴노지구에 위치해 있다. 쓰루하시 역을 중심으로 해 덴노지구와 이쿠노구에 걸친 쓰루하시 지역은 재일 한국인 및 재일 조선인들이 1920년대부터 시장을 이룬 곳으로 대한민국에도 잘 알려져 있다.

## 긴키 닛폰 철도

### 역 구조
쌍섬식 승강장으로, 2면 4선의 고가역이다. 승강장은 2층에 있다.
외부에의 개찰구는 1층의 동서쪽에 있다. 동쪽 출구는 쓰루하시 시장의 정중앙에 있다. 서쪽 출구는 서일본 여객철도 소속 역과의 교차점 바로 아래에 있어 서일본 여객철도의 개찰구 (서쪽 출구)와 같은 위치에 있다. 서일본 여객철도 쓰루하시 역과는 3층에 있는 연락 통로를 통해 연결된다.

#### 승강장
| 1 | ■ 특급          | 긴테쓰나고야・이세시마・나라 방면 (오사카난바역 출발)                      |
| 1 | A 나라선 하행   | 히가시하나조노・이코마・야마토사이다이지・나라・덴리 방면                  |
| 2 | ■ 특급          | 이세시마・나고야 방면 (오사카우에혼마치역 출발)                            |
| 2 | D 오사카선 하행 | 가와치고쿠부・야마토야기・이세시마·나고야 방면                             |
| 3 | A 나라선 상행   | 오사카우에혼마치 (지하)・오사카난바・아마가사키・고시엔・고베산노미야 방면 |
| 4 | D 오사카선 상행 | 오사카우에혼마치행                                                         |

홀수 번선에 오사카난바역 이서 구간에 출도착하는 열차가, 짝수 번선에 오사카우에혼마치역 지상 승강장을 기종점으로 하는 열차가 출도착한다. 각각 1번선과 2번선, 3번선과 4번선이 동일평면상에 있는 평면 환승역이다. 일부 오사카선 특급은 오사카난바역에 출도착하지만 쓰루하시역 동쪽의 이동선 (오사카난바 방면↔나고야 뱡면)을 통해 방향을 전환하기 때문에 쓰루하시에서는 홀수 번선에 출도착한다. 덧붙여 구분없이 사용되는 쓰루하시 역 동쪽의 이동선 이외에도 오사카선과 나라선과의 사이에 상행선과 하행선 간의 이동선도 설치되어 있다.
계단을 오르내릴 필요가 있는 오사카우에혼마치역이나 후세역과는 다르게 나라선과 오사카선의 열차가 동일한 승강장에 출도착하며 전 열차가 정차하므로 양 노선의 환승에 편리한 구조로 되어 있다. 또, 특급 이외의 야마토야기 방면 행 열차는 오사카난바·고베산노미야 방면에서의 열차의 도착을 기다려 연락 환승이 가능하도록 하고 있다.
덧붙여, 쓰루하시역에서는 오사카난바 행 및 오사카우에혼마치 행의 특급의 탑승이 불가능하지만, 2008년 3월부터 특급권을 구입함으로써 승차가 가능하게 되었다. 또 나고야 행의 갑종 특급 (시간 당 1편 정도 운행)은 쓰루하시 역을 출발하면 나고야까지, 이세시마 방면의 갑종 특급은 우지야마다역까지 전 역을 통과한다. 다만 나고야 행은 시간대에 따라 야마토야기 또는 쓰에 정차하는 경우가 있다.
서일본 여객철도와의 환승 개집표기가 설치되어 있어 오사카 순환선의 내선 (오사카 방면 행, 서일본 여객철도 1번선) 측에는 긴키 닛폰 철도의 특급권 및 정기승차권 발매 창구, 서일본 여객철도의 초록 창구 이외에 긴키 닛폰 철도의 철도 기념품 가게 등이 있다. 또 오사카 순환선의 외선 (덴노지 방면, 서일본 여객철도 2번선) 측에는 긴키 닛폰 철도 그룹 소속 편의점과 리소나 은행, 각종 음식점이 있다.

### 역사
- 1914년 4월 30일: 오사카 전기 궤도선 개업 시에 설치.
- 1932년 8월 23일: 일본국유철도 쓰루하시 역의 개업에 대비해 서쪽으로 0.3 km 정도 이설
- 1940년 8월 31일: 상행선 1개 증설.
- 1941년 3월 15일: 산구급행철도와의 회사 합병에 의해 간사이 급행 철도의 소속이 되었다.
- 1944년 6월 1일: 회사 합병에 의해 긴키 닛폰 철도의 소속이 되었다.
- 1955년 11월 15일: 하행선 1개 증설.
- 1956년 12월 8일: 복복선화
- 1970년 3월 26일: 일본국유철도의 연락 설비 확장.
- 2007년 4월 1일: PiTaPa 사용 개시.

### 인접정차역
| 긴키 닛폰 철도 오사카선                    | 긴키 닛폰 철도 오사카선          | 긴키 닛폰 철도 오사카선           |
| ------------------------------------------ | -------------------------------- | --------------------------------- |
| D03 오사카우에혼마치 방면                  | ■ 오사카선 쾌속급행·구간쾌속급행 | 고이도 D23 이세시마·나고야 방면   |
| D03 오사카우에혼마치 오사카우에혼마치 방면 | ■ 오사카선 급행·준급·구간준급    | 후세 D06 이세시마·나고야 방면     |
| D03 오사카우에혼마치 오사카우에혼마치 방면 | ■ 오사카선 보통                  | 이마자토 D05 이세시마·나고야 방면 |
| 긴키 닛폰 철도 나라선                      |                                  |                                   |
| D03 오사카우에혼마치 고베산노미야 방면     | ■ 나라선 쾌속급행·구간쾌속급행   | 이코마 A17 덴리 방면              |
| D03 오사카우에혼마치 고베산노미야 방면     | ■ 나라선 급행·준급·구간준급      | 후세 D06 덴리 방면                |
| D03 오사카우에혼마치 고베산노미야 방면     | ■ 나라선 보통                    | 이마자토 D05 덴리 방면            |

## 서일본 여객철도

### 역 구조
상대식 승강장으로, 2면 2선의 지상역이다. 승강장은 3층에 있다. 긴테쓰와의 연결 개찰구가 내선 (서쪽), 외선 (동쪽)의 승강장 구석에 있다. 외부와의 개찰구는 중앙 개찰구, 서쪽 출구, 중앙 제2개찰구의 세 곳이 있지만 내선 승강장 (오사카 방면, 1번선)은 1개소, 외선 승강장 (덴노지 방면, 2번선)은 2개소의 계단 (모두 엘리베이터가 병설되어 있음)밖에 접속되지 않는다.

#### 승강장
| 1 | ■ 오사카 순환선 | 교바시・오사카・사쿠라지마 방면 |
| 2 | ■ 오사카 순환선 | 덴노지・신이마미야 방면         |

### 역사
- 1932년 9월 21일: 일본국유철도 조토 선의 모모다니 ~ 다마쓰쿠리 간에 개업.
- 1961년 4월 25일: 조토 선이 오사카 순환선의 일부로 편입.
- 1970년 3월 26일: 긴키 닛폰 철도와의 연결 설비 확장.
- 1987년 4월 1일: 민영화에 의해 서일본 여객철도의 소속이 되었다.
- 2003년 11월 1일: 이코카의 사용이 개시되었다.

### 인접정차역
| 서일본 여객철도 오사카 순환선 | 서일본 여객철도 오사카 순환선 | 서일본 여객철도 오사카 순환선 |
| ----------------------------- | ----------------------------- | ----------------------------- |
| 덴노지 외선 순환              | ■ 오사카 순환선               | 모모다니 내선 순환            |

## 오사카시 고속 전기궤도
섬식 승강장으로 1면 2선의 지하역이다. 개찰구는 동서쪽으로 2개소 설치되어 있다. 출구는 서일본 여객철도 쓰루하시 역 부근의 5 ~ 7번 출구 (동쪽 개찰구 부근), 그리고 서쪽의 교차점 부근에 1 ~ 4번 출구가 있다. 서일본 여객철도 및 긴테쓰와의 환승구는 6번 출구와 가깝다.

#### 승강장
| 1 | ■ 센니치마에 선 | 미나미타쓰미 방면           |
| 2 | ■ 센니치마에 선 | 난바・아와자・노다한신 방면 |

### 역사
- 1969년 7월 25일: 오사카 시영 지하철 센니치마에 선 다니마치 9초메 역 ~ 이마자토 역 간 개업과 동시에 신설.

### 인접정차역
| ■ 오사카 메트로 센니치마에선 | ■ 오사카 메트로 센니치마에선 | ■ 오사카 메트로 센니치마에선 |
| ---------------------------- | ---------------------------- | ---------------------------- |
| 다니마치 9초메 노다한신 방면 | ■ 센니치마에 선              | 이마자토 미나미타쓰미 방면   |

## 역 주변

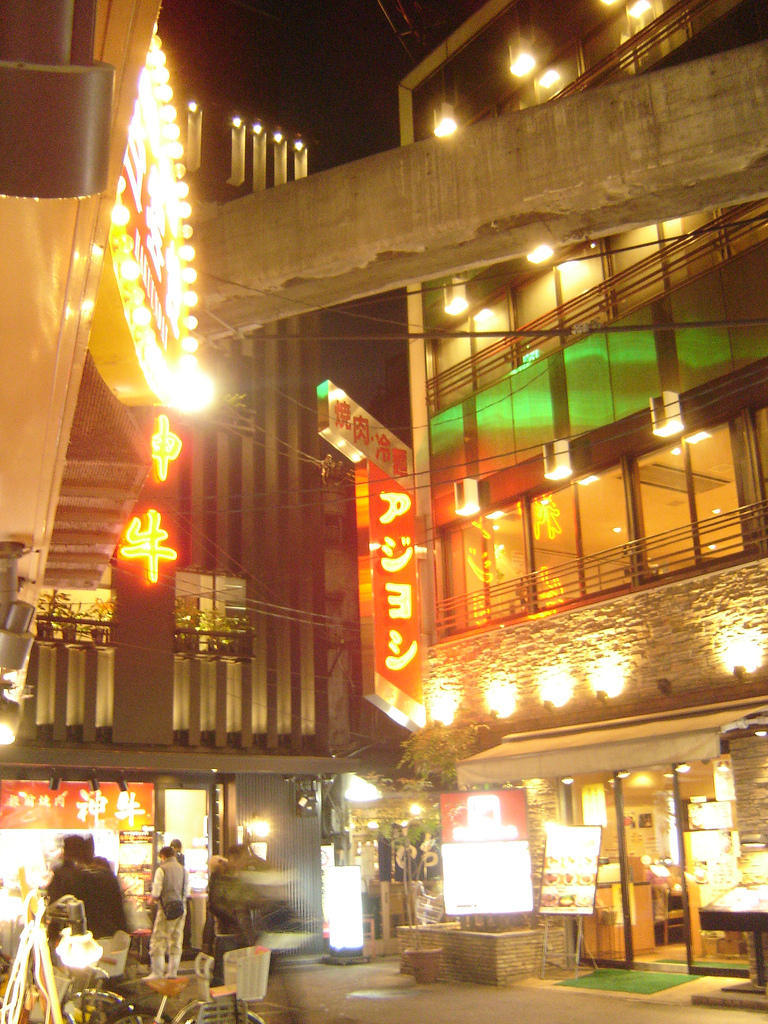
쓰루하시 역 부근의 한국식 불고기 가게

역 앞은 재일 한국인에 의해 세워진 코리아 타운으로 이루어져 있다. 주변에 불고기점, 한식점이 많다. 쓰루하시 역 주변은 일본 환경성이 지정한 향기로운 풍경 100선에 해당한다. 또 음식 이외에도 한반도의 민속 용구나 의복, 식품을 판매하는 점포가 많아 오사카 이쿠노 코리아타운의 중심을 이루고 있다.